# Olivia Holt

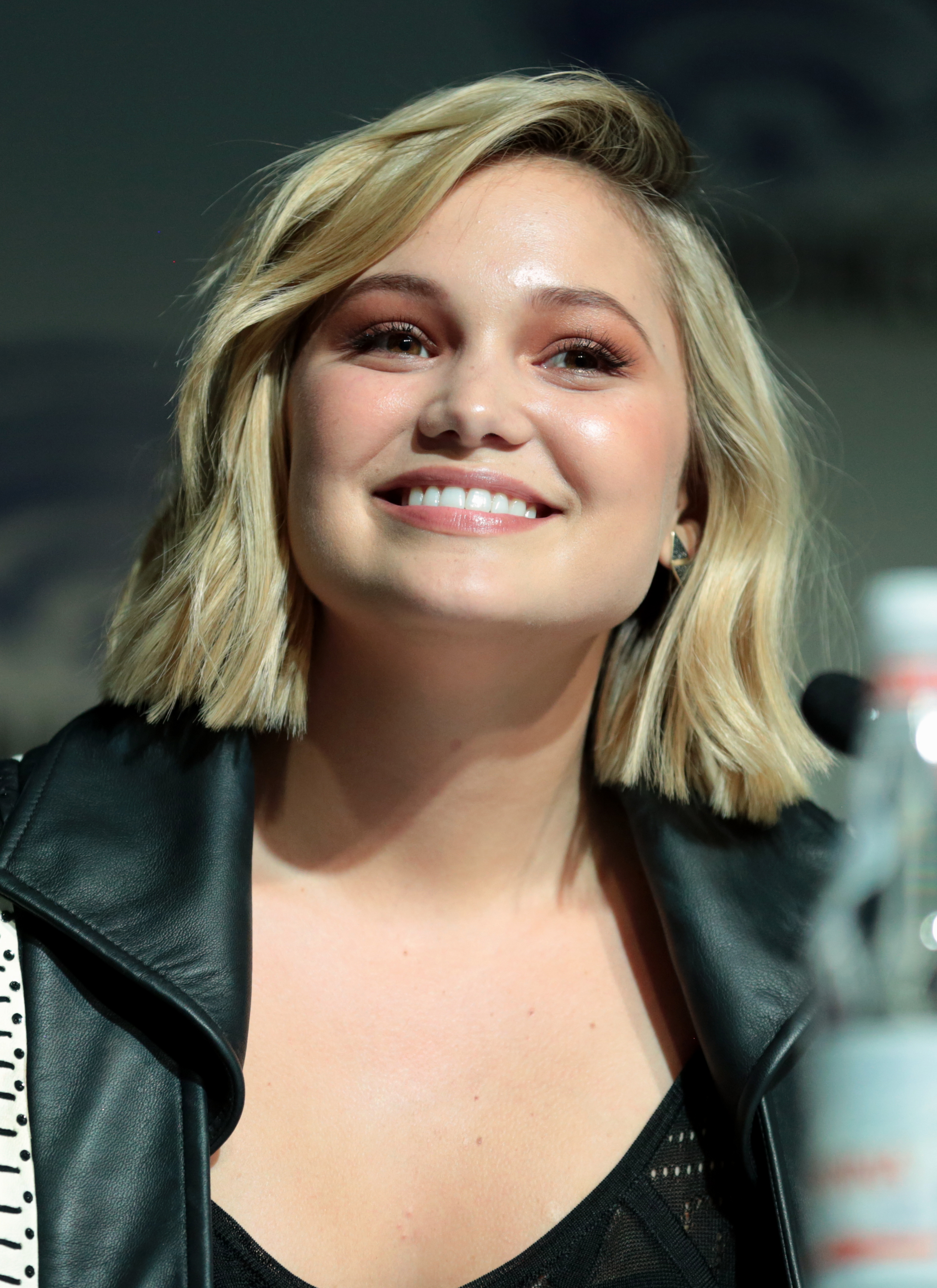
Olivia Holt auf der WonderCon 2018

Olivia Holt (* 5. August 1997 in Germantown, Tennessee) ist eine US-amerikanische Schauspielerin und Sängerin, bekannt durch ihre Hauptrollen in den Disney-Jugendserien Karate-Chaoten (2011–2014) und Ich war’s nicht (2014–2015).

## Leben und Karriere
Olivia Holt wurde in Germantown im US-Bundesstaat Tennessee als Tochter von Kim und Mark Holt geboren. Sie hat eine ältere Schwester und einen jüngeren Bruder. Im Alter von drei Jahren zog ihre Familie nach Nesbit, DeSoto County, Mississippi, wo sie aufwuchs. Zurzeit lebt sie mit ihrer Familie in Los Angeles. Nach den Dreharbeiten zu dem Fernsehfilm Monster gegen Mädchen im Jahr 2012 war sie mit ihrem Schauspielkollegen Luke Benward liiert.
Holt begann ihre Schauspielkarriere mit Auftritten in lokalen Theaterproduktionen. Nebenbei hat sie in mehreren Fernsehspots mitgespielt, darunter Hasbro, Kidz Bop 14, Mattel und für Bratz-Puppen. Ihren Durchbruch schaffte sie mit der Rolle der Kim in der Disney-XD-Fernsehserie Karate-Chaoten, in der sie von 2011 bis 2014 neben Jason Earles die weibliche Hauptrolle innehat. Im Oktober 2012 war sie in dem Disney Channel Original Movie Monster gegen Mädchen als Skylar Lewis zu sehen. Für diesen Film nahm sie die Songs Fearless, Had Me @ Hello und Nothing’s Gonna Stop Us Now auf, die auf dem Album Make Your Mark: Ultimate Playlist veröffentlicht wurde.
Von 2014 bis 2015 spielte sie die Hauptrolle Lindy Watson in der Disney-Sitcom Ich war’s nicht, die sich um ein ungleiches Zwillingspaar dreht.
Von 2018 bis 2019 spielte sie Tandy Bowen alias Dagger in der Serie Marvel’s Cloak & Dagger, in der sie neben Aubrey Joseph einer der beiden Protagonisten ist.

## Filmografie (Auswahl)
- 2009: Black & Blue
- 2011–2014: Karate-Chaoten (Kickin’ It, Fernsehserie, 66 Episoden)
- 2012: Monster gegen Mädchen (Girl vs. Monster, Fernsehfilm)
- 2013: Shake It Up – Tanzen ist alles (Shake It Up, Fernsehserie, Episode 3x22)
- 2014–2015: Ich war’s nicht (I Didn’t Do It, Fernsehserie, 39 Episoden)
- 2015: Tinkerbell und die Legende vom Nimmerbiest (Tinker Bell and the Legend of the NeverBeast, Stimme von Morgan)
- 2015: Hund mit Blog (Dog with a Blog, Fernsehserie, Episode 3x13)
- 2015: Penn Zero – Teilzeitheld (Penn Zero: Part-Time Hero, Fernsehserie, 2 Episoden, Stimme von Amber)
- 2016: Evermoor (Fernsehserie, 2 Episoden)
- 2017: Class Rank
- 2017: Genauso anders wie ich (Same Kind of Different as Me)
- 2017: Gnomes & Trolls (Gnome Alone, Stimme von Brittany)
- 2018–2019: Marvel’s Cloak & Dagger (Fernsehserie, 20 Episoden)
- 2018: Appgefahren – Alles ist möglich (Status Update)
- 2019: Trouble (Stimme)
- 2019–2020: Spider-Man (Fernsehserie, 3 Episoden, Stimme)
- 2019: Turkey Drop (Fernsehfilm)
- 2019: Marvel’s Runaways (Fernsehserie, 2 Episoden)
- 2021: Cruel Summer (Fernsehserie, 10 Episoden)
- 2023: Totally Killer – Gefährliches Spiel mit der Zeit (Totally Killer)
- 2024: Laid (Fernsehserie, 3 Episoden)
- 2025: Heart Eyes – Der Pärchen-Killer (Heart Eyes)

## Diskografie

### EPs
- 2016: Olivia

### Singles
- 2012: Winter Wonderland
- 2012: Fearless
- 2012: Had Me @ Hello
- 2012: Nothing’s Gonna Stop Us Now
- 2012: Finally Feeling like Christmas
- 2013: These Boots Are Made For Walking
- 2014: Do you want to build a Snowman (Disney Circle of Stars)
- 2014: Carry on
- 2014: Snowflakes
- 2016: Phoenix
- 2016: History (US: Gold)[4]
- 2017: Paradise (mit Brandon Beal)
- 2017: Party On a Weekday (mit MYBADD)
- 2017: Generous
- 2018: 16 Steps (mit Martin Jensen)
- 2019: Bad Girlfriend
- 2020: Love U Again (mit R3hab)
- 2020: Talk Me Out Of It
- 2021: Do You Miss Me